# DJ Noz
DJ Noz, właśc. Grzegorz Nozowski – polski dj i producent muzyczny, pochodzący z Gdańska. Specjalizuje się w muzyce hip-hop i elektronicznej.
Rezydent trójmiejskich klubów takich jak Elektryków, 100cznia, Mewa Towarzyska. Wystąpił jako support podczas koncertu Dawida Podsiadło, Taco Hemingwaya i Quebonafide na PGE Narodowym. Regularnie występuje na Open’er Festival.
Były zawodnik kitesurfingu. Sędziował Puchar Świata w Kitesurfingu.

## Dyskografia
Single
- 2022 unholy (short)
- 2022 HANDS UP
- 2022 MY HIGH
- 2022 Mar Baltico